# Asopía
Asopía är en ort i Grekland.   Den ligger i prefekturen Nomós Voiotías och regionen Grekiska fastlandet, i den sydöstra delen av landet, 40 km nordväst om huvudstaden Aten. Asopía ligger 311 meter över havet och antalet invånare är 1 375.
Terrängen runt Asopía är huvudsakligen kuperad, men den allra närmaste omgivningen är platt. Runt Asopía är det ganska glesbefolkat, med 28 invånare per kvadratkilometer. Närmaste större samhälle är Thívai, 16,0 km väster om Asopía. 